# Feest (Kinderen voor Kinderen)
Feest is een lied van het Nederlandse kinderkoor Kinderen voor Kinderen. Het werd in 2014 als single uitgebracht en stond in hetzelfde jaar als eerste track op het album Feest - 40.

## Achtergrond
Feest is geschreven door Manon Sikkel en Tjeerd Oosterhuis en geproduceerd door Oosterhuis. In het kinderlied wordt er gezongen over feesten, dansen en zingen, ook en juist als er stomme dingen in je leven gebeuren. Het nummer was het themalied van de Kinderboekenweek 2014, die in dat jaar zestig jaar bestond.

## Hitnoteringen
Het kinderkoor had bescheiden succes met het lied. Het piekte op de 89e plaats van de Single Top 100 in de drie weken dat het in deze lijst te vinden was. Er was geen notering in de Top 40; het kwam hier tot de achttiende plaats van de Tipparade.